# Silversjön, Jämtland
Silversjön är en sjö i Åre kommun i Jämtland och ingår i Indalsälvens huvudavrinningsområde. Silversjön ligger i Skäckerfjällen Natura 2000-område.